# Air Canada Flight 143
Air Canada Flight 143 även känd som Gimli Glider var en Boeing 767-233 som tvingades nödlanda helt tom för bränsle på en före detta flygbas vid Gimli i Manitoba i Kanada.
Planet var på väg från Montreal till Edmonton med en mellanlandning i Ottawa med 61 passagerare ombord. Besättningen bestod av flygkapten Robert Pearson och andrepilot Maurice Quintal samt en  
kabinpersonal på sex personer. Samtliga ombordvarande överlevde, men några skadades lindrigt i samband med nödevakueringen.

## Händelseförlopp
Ungefär halvvägs genom flygningen, när planet befann sig på 12 500 meters höjd över Red Lake i Ontario, hördes ett larm för lågt bränsletryck till motorerna och  piloterna beslöt sig för att ändra kurs till Winnipeg. Några sekunder senare stoppade den vänstra motorn och en kort stund senare även den högra. När motorkraften försvann släcktes även navigationsinstrumenten men med hjälp av en nödturbin kunde vissa nödvändiga system hållas igång.
Pearson, som hade erfarenhet från segelflyg, maximerade planets 
glidtal för att kunna nödlanda i Winnipeg men insåg att det inte skulle gå. Quintal kände till   flygbasen i Gimli från sin värnplikt och föreslog att de skulle försöka landa där. Vad ingen av dem dock visste var att den dagen användes delar av landningsbanan på den nedlagda flygbasen som racerbana.
Planet blev allt svårare att styra när hydraultrycket sjönk och låg för högt inför landningen. Pearson utförde därför en bromsmanöver som används i segelflyg för att minska flyghöjden utan att sänka planets nos.
Inför landningen fällde Pearson ned landstället men kunde inte låsa noshjulet. När planet tog mark kollapsade noshjulet och nosen slog i marken. Piloterna bromsade så hårt de kunde och nosen på marken bidrog med ytterligare friktion. Planet stannade kort innan början av racerbanan omkring 17 minuter efter motorstoppet. Alla personer ombord klarade sig oskadda eller med  lindriga skador.

Flygplanet efter nödlandningen i Gimle.

Flygplanet reparerades nödtorftigt  i Gimli och flögs till Winnipeg två dagar senare för ytterligare reparationer varefter det återgick i tjänst.

## Bakgrund
Planet tankades före avfärden från Montreal. Det var bolagets första plan av denna modell och alla volymer angavs i metersystemet som höll på att införas i Kanada. På grund av ett fel på planets dator gjordes beräkningarna för hand. Bränslevolymen i tankarna mättes med hjälp av en mätsticka graderad i centimeter men omräknades felaktigt till pund och liter.

## Eftermäle

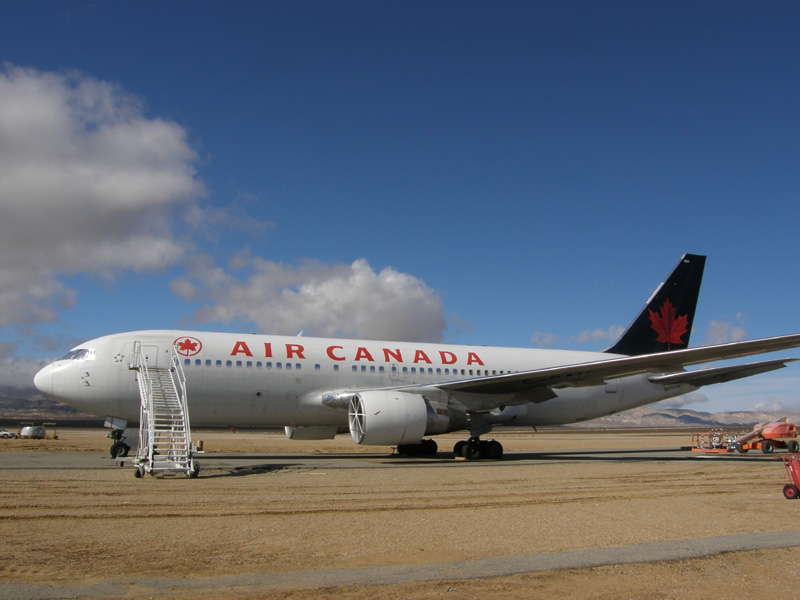
C-GAUN parkerad i Mojaveöknen.

Händelsen har beskrivits i boken  Flight 143 från Montreal av William Hoffer & Marilyn Mona Hoffer samt  har även filmatiserats. Huvudrollen i  filmen Falling from the sky från 1995 spelades av William Devane med Robert Pearson i en biroll som examinator för en  flygsimulator-test.
I januari 2008 flögs C-GAUN till sin sista viloplats i Mojaveöknen i Kalifornien. Ombord på planet, som flögs av Jean-Marc Bélanger,  fanns de båda tidigare piloterna Pearson och Quintal samt tre medlemmar av den ursprungliga  kabinbesättningen.